# Atbara

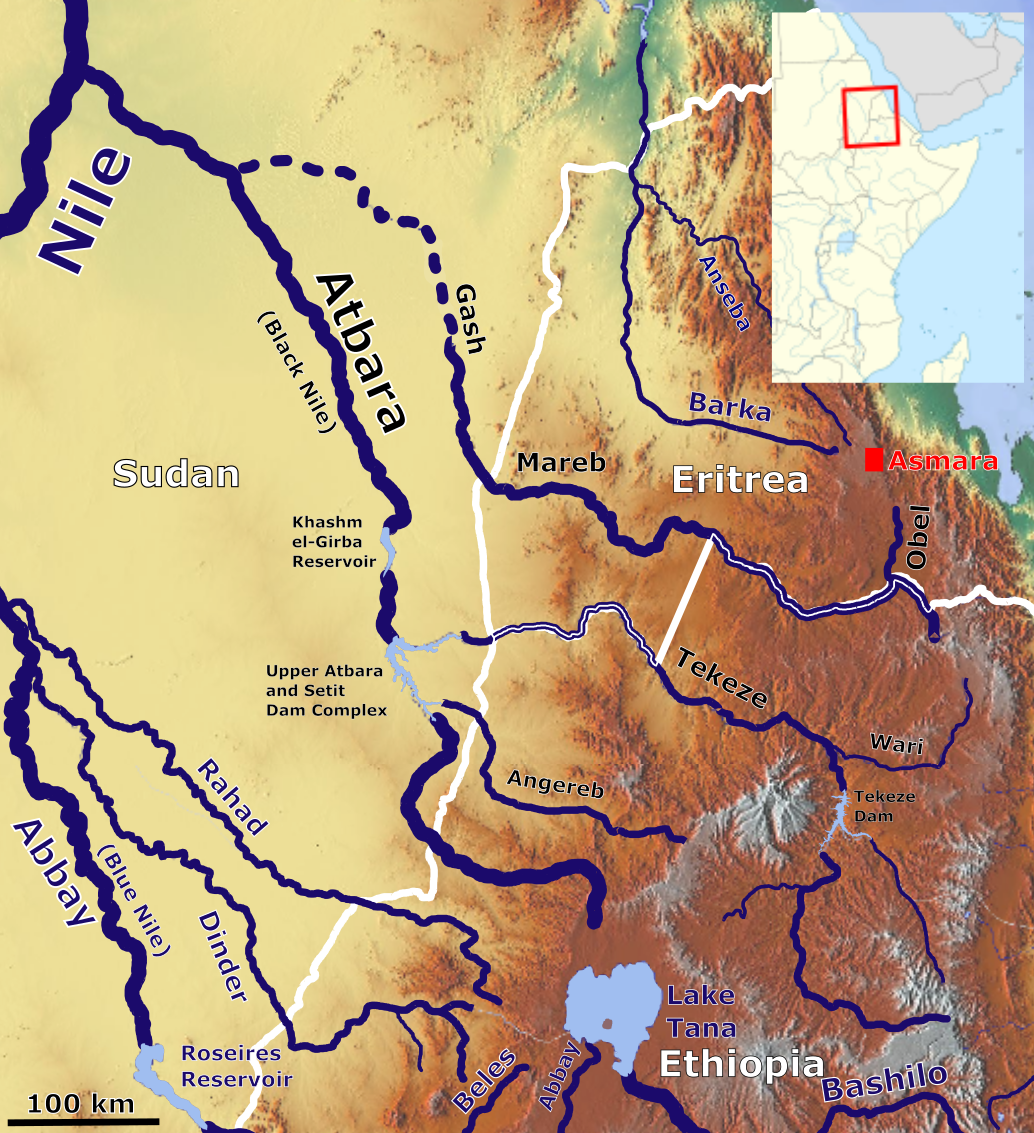
Atbara med bifloder.

Atbara är en omkring 805 kilometer lång biflod till Nilen i nordöstra Afrika och är ett av dess största tillflöden. 
Floden rinner upp i nordvästra delen av Etiopien cirka 50 kilometer norr om Tanasjön och 30 kilometer väster om Gondar och får en mängd tillflöden från Etiopiens bergland. Under sitt nedre lopp förlorar floden under den torra årstiden det mesta av sitt vatten genom avdunstning. Men då regn faller, fylls den hastigt och är då segelbar. 
Atbara flyter samman med Nilen vid staden Atbara cirka 300 kilometer nordöst om Khartoum och är den sista bifloden till denna innan den når Medelhavet.